# Kullen (Skåne)
Kullen (ook wel: Kullahalvön of Kullabygden) is een schiereiland in het noordwesten van de Zweedse provincie Skåne län. De gemeente Höganäs behoort zo goed als geheel tot het schiereiland, ook een klein deel van de gemeente Helsingborg hoort bij het schiereiland.
Het schiereiland ligt tussen de Sont en de baai Skälderviken. Op de punt van het schiereiland ligt het natuurreservaat Kullaberg. Het hoogste punt van dit natuurreservaat ligt op 188 meter boven de zeespiegel.